# Doctor (Work It Out)
«Doctor (Work It Out)» —en español: «Doctor (Solucionarlo)»— es una canción producida por el músico estadounidense Pharrell Williams e interpretada por la cantante estadounidense Miley Cyrus, cuya maqueta pertenece a las sesiones de grabaciones del cuarto álbum de estudio de Cyrus, Bangerz (2013). La demo original fue filtrada en internet, entre otras canciones, despertando interés en los seguidores de la artista debido a la gran cantidad de pistas que Cyrus había compuesto y grabado para Bangerz entre los años 2012 y 2013. Finalmente, «Doctor (Work It Out)» es una nueva versión reestructurada y regrabada para su lanzamiento para los fans en 2024, junto con el compositor Michael Pollack, siendo publicada el 1 de marzo de ese mismo año.Es la primera colaboración de Cyrus y Williams en diez años, después de «Come Get It Bae».

## Antecedentes y lanzamiento
«Simplemente creemos mucho en el momento oportuno y en que todo suceda cuando se supone que debe suceder. Y alrededor de los Grammy, Pharrell y yo estábamos hablando de lanzar la canción, y sentí que fue algo fortuito, y hubo tantas alineaciones y tantos momentos que me hicieron saber que ahora era el momento perfecto. Y luego, a veces, las cosas de nuestro pasado tienen más sentido en nuestro presente que antes. [Entonces] esta canción, creo que la naturaleza, la celebración, el sentimiento, especialmente con el video, la alegría, el baile, el dejarse llevar, es lo que esta canción realmente siempre necesitó».
Miley Cyrus, Pitchfork

La canción fue inicialmente escrita y grabada por Cyrus en 2012 para su álbum Bangerz de 2013, pero luego fue descartada. Cyrus y Williams colaboraron en cuatro pistas que se lanzaron como parte del álbum y en el sencillo «Come Get It Bae», del segundo álbum de estudio de este último, Girl (2014). Un demo de la canción titulado «Doctor» se filtró por primera vez en diciembre de 2017 a través de Twitter.
Más de una década después, la pista fue reelaborada y regrabada en 2023, y fue preestrenada durante la transmisión en vivo del desfile otoño-invierno de ropa masculina Louis Vuitton de William durante la Semana de la Moda de París, el 16 de enero de 2024. En febrero, el sitio web de Cyrus y los diseños de sus redes sociales se actualizaron con nuevas imágenes de una sesión de fotos con temática polaroid, lo que generó especulaciones sobre nueva música. Más tarde ese mes, Williams mostró un adelanto de la canción a través de sus redes sociales y aludió a un lanzamiento oficial, con su publicación titulada "pronto".
El 27 de febrero, Cyrus anunció el título del sencillo como «Doctor (Work It Out)», compartió su portada y publicó un fragmento de 30 segundos a través de sus redes sociales. La obra de arte muestra a Cyrus de pie sobre un fondo gris y mirando a la cámara, con cabello largo y vestido con un abrigo azul. El título aparece en rosa en la parte superior de la imagen. Los enlaces de preguardado de la canción estuvieron disponibles simultáneamente. Al día siguiente, Cyrus lanzó una vista previa del visualizador de la canción de ella bailando y cantando la letra, y anunció la fecha de lanzamiento el 1 de marzo de 2024.
«Doctor (Work It Out)» es el primer lanzamiento de Cyrus en 2024. Además, marca la primera colaboración entre Williams y ella en más de una década, después de «Come Get It Bae» y su quinto, en general.

## Recepción de la crítica
En una reseña de cuatro estrellas sobre cinco, Roisin O'Connor de The Independent describió la canción como una "mezcla glam-pop-rock" con un "gancho de bajo funky". El escritor asimiló su "melodía y ritmo" a «I Wanna Be Your Slave» de Måneskin y calificó la introducción como "que huele a la de «Blurred Lines», encontrando que "Cyrus eleva lo que podría haber sido un bop olvidable, agregando las emociones y los derrames con un jadeo, un gemido".

## Video musical
El video musical de «Doctor (Work It Out)» fue dirigido por Jacob Bixenman. Se estrenó simultáneamente con el lanzamiento de la canción, a través del canal Vevo de Cyrus en YouTube.

## Premios y nominaciones
| Organización                    | Año  | Categoría                     | Resultado | Ref.   |
| ------------------------------- | ---- | ----------------------------- | --------- | ------ |
| Nickelodeon Kids' Choice Awards | 2024 | Colaboración musical favorita | Nominada  | [ 15 ] |

## Posicionamiento en listas

### Semanales
| País (Lista 2024)                         | Mejor posición | Ref    |
| ----------------------------------------- | -------------- | ------ |
| Argentina (Argentina Hot 100)             | 70             | [ 16 ] |
| Argentina Airplay (Monitor Latino)        | 1              | [ 17 ] |
| Australia New Music Singles (ARIA)        | 20             | [ 18 ] |
| Bélgica (Ultratop 50 Valonia)             | 47             | [ 19 ] |
| Canadá (Canadian Hot 100)                 | 41             | [ 20 ] |
| CEI (TopHit)                              | 96             | [ 21 ] |
| Croacia (HRT)                             | 5              | [ 22 ] |
| Eslovaquia (Rádio Top 100)                | 43             | [ 23 ] |
| Estados Unidos (Billboard Hot 100)        | 74             | [ 24 ] |
| Estonia Airplay (TopHit)                  | 31             | [ 25 ] |
| Francia Airplay (SNEP)                    | 58             | [ 26 ] |
| Global 200 (Billboard)                    | 60             | [ 27 ] |
| Global Excl. U.S. (Billboard)             | 69             | [ 28 ] |
| Israel (Media Forest)                     | 3              | [ 29 ] |
| Japón (Japan Hot Overseas)                | 4              | [ 30 ] |
| Nigeria (TurnTable Top 100)               | 79             | [ 31 ] |
| Nueva Zelanda Hot Singles (RMNZ)          | 5              | [ 32 ] |
| Países Bajos (Tipparade)                  | 24             | [ 33 ] |
| Panamá (Monitor Latino)                   | 10             | [ 34 ] |
| Polonia (Polish Airplay Top 100)          | 95             | [ 35 ] |
| Polonia (Polish Streaming Top 100)        | 93             | [ 36 ] |
| Portugal (AFP)                            | 116            | [ 37 ] |
| Reino Unido (UK Singles Chart)            | 46             | [ 38 ] |
| República Checa (Singles Digitál Top 100) | 90             | [ 39 ] |
| Suecia (Sverigetopplistan)                | 90             | [ 40 ] |
| Suiza (Schweizer Hitparade)               | 61             | [ 41 ] |
| Venezuela (Record Report)                 | 41             | [ 42 ] |

## Certificaciones
| País (Organismo certificador) | Certificaciones | Ventas certificadas | Ref.   |
| ----------------------------- | --------------- | ------------------- | ------ |
| Brasil (Pro-Música Brasil)    | Oro             | 20 000              | [ 43 ] |

## Historial de lanzamientos
| Región | Fecha              | Formato                    | Discográfica | Ref.   |
| ------ | ------------------ | -------------------------- | ------------ | ------ |
| Varios | 1 de marzo de 2024 | Descarga digital streaming | Columbia     | [ 44 ] |
| Italia | 8 de marzo de 2024 | Radio airplay              | Sony         | [ 45 ] |